# PhotoScape
O PhotoScape é um software editor de imagens, desenvolvido pela MOOII Tech e lançado em 2001. A principal característica do programa é a facilidade de uso e os recursos que ele oferece. A interface principal contém 12 ícones e cada um possui uma função especifica. As opções que se destacam são as edições de imagens (função: editor), o editor de várias imagens ao mesmo tempo (a função: batch editor), converter imagens RAW em JPEG (função: Raw converter), e a função de formar uma só imagem com várias fotos (função: Page). O programa também cria GIFs simples.